# Diana Harshbarger
Diana Lynn Harshbarger (Kingsport, 1º gennaio 1960) è una politica statunitense, membro della Camera dei Rappresentanti per lo stato del Tennessee dal 2021.

## Biografia
Nata a Kingsport e cresciuta a Bloomingdale, Diana Harshbarger fu la prima persona della sua famiglia a diplomarsi al liceo. Conseguì la laurea presso la East Tennessee State University e il dottorato in farmacia presso la Mercer University, per poi ottenere la licenza da farmacista nel 1987 e aprire insieme al marito Bob la Premier Pharmacy. Collaborò inoltre con la camera di commercio locale e si dedicò ad azioni di volontariato e catechismo.
Entrata in politica con il Partito Repubblicano, nel 2020 si candidò alla Camera dei Rappresentanti per il seggio lasciato dal deputato di lungo corso Phil Roe e, dopo essersi aggiudicata le primarie repubblicane sconfiggendo quindici contendenti, si affermò anche nelle elezioni generali sconfiggendo lo sfidante democratico.